# Ernst Troeltsch
Ernst Troeltsch (født 17. februar 1865, død 1. februar 1923 i Berlin) var en tysk protestantisk teolog og religionsfilosof. Han blev uddannet i Augsburg, Erlangen, Berlin og Göttingen. År 1892 blev Troeltsch professor i systematisk teologi i Bonn, og flyttede 1894 til et professorembede i Heidelberg. Hans store værk, Die Soziallehren der christlichen Kirchen und Gruppen (1912), anses at for være en klassiker på området.

Troeltsch var systematikeren for den religionshistoriske skole. Hans arbejde viser påvirkning fra Albrecht Ritschl, Max Webers forståelse af sociologi og nykantianisme med betoning på logik og videnskabelighed, som den blev udtrykt af Badenskolen. 
Særlig betydning fik hans arbejde med kristendommens fordring på absolut sandhed, hans arbejde med relationen mellem historie og teologi, samt hans arbejde med relationen mellem staten og kirken. Flere af Troeltschs kriterier for videnskabelighed i historiske studier anså man som selvfølgelige regler i største delen af 1900-tallet. Disse kriterier, som skulle modvirke dogmatisme i historiske studier, har selv vist sig at være ideologisk motiverede og ikke almengyldige. Mange forskere nu tager bevidst afstand fra Troeltschs overdrevne skepsis mod alle historiske kilder og hans antagelse om historiens karakter.